# Клас Понтус Арнолдсон
Клас Понтус Арнолдсон (швед. Klas Pontus Arnoldson; 27 жовтня 1844, Гетеборг — 20 лютого 1916, Стокгольм) — шведський письменник, журналіст, політик та пацифіст. Спільно з Фредріком Байером лауреат Нобелівської премії миру 1908 року «За участь у вирішенні норвезького конфлікту». Був засновником і першим головою Шведського союзу миру та арбітражу, створеного у 1883 році.